# Jacksonia velutina
Jacksonia velutina är en ärtväxtart som beskrevs av George Bentham. Jacksonia velutina ingår i släktet Jacksonia och familjen ärtväxter. Inga underarter finns listade i Catalogue of Life.